# Dave McKenzie (Marathonläufer)
Dave McKenzie (eigentlich David Closs McKenzie; * 16. März 1943 in Dunollie, Grey District) ist ein ehemaliger neuseeländischer Marathonläufer.
1964 gewann er den Great Western Marathon in Greymouth in 2:24:26 h. Im Jahr darauf wurde er Meister von Canterbury in 2:22:32 h und siegte erneut beim Great Western Marathon. 1966 verteidigte er seinen Canterbury-Titel und verbesserte sich auf 2:17:22 h. Kurz danach wurde er neuseeländischer Meister in der nationalen Rekordzeit von 2:16:59 h, und zum Jahresende gewann er zum dritten Mal den Great Western Marathon.
1967 wurde er erneut Canterbury- und Neuseeland-Meister (mit 2:16:02 h bzw. 2:21:50 h) und siegte beim Boston-Marathon in 2:15:45 h. Zum Jahresabschluss wurde er Dritter beim Fukuoka-Marathon hinter Derek Clayton, der mit 2:09:37 h als erster Mensch unter 2:10 Stunden blieb. McKenzies Zeit von 2:12:26 h war die zu diesem Zeitpunkt fünftschnellste Marathonzeit. Er holte sich damit den Landesrekord von Mike Ryan zurück und hielt ihn bis 1970, als er ihn an Jack Foster verlor.
1968 wurde Dave McKenzie ein weiteres Mal Canterbury-Meister und kam bei den Olympischen Spielen in Mexiko-Stadt auf den 37. Platz. 1970 und 1971 wurde er erneut Canterbury-Meister, 1971 und 1972 Neuseeland-Meister. Bei den Olympischen Spielen 1972 in München belegte er den 22. Platz.